# 作田莊一
作田莊一（1878年12月1日—1973年2月9日），日本經濟學家、首任建國大學副校長。

## 生平
1878年出生於山口縣藤本家一個5人家庭，後來因為學業問題被送到作田家成為養子，並且改姓作田。先後就讀山口高等学校，1905年畢業於東京帝国大学法科，同年取得高等文官試験合格，1930年以「自然経済と意志経済、経済学の根本問題」為題目取得京都帝国大学經濟學博士。其後擔任山口高等商業学校教授、京都帝国大学助教授、同教授、同大學經濟学部。為建国大学創設準備委員和滿洲建国大学副總長兼研究院長，1942年因為大量中国人学生大量被捕而退職，隨後擔任名譽教授。